# Mindre tallgrenborre
Mindre tallgrenborre (Pityophthorus pubescens) är en skalbaggsart som först beskrevs av Thomas Marsham 1802.  Mindre tallgrenborre ingår i släktet Pityophthorus, och familjen vivlar. Arten är reproducerande i Sverige.